# Pino del Oro
Pino del Oro é um município da Espanha na província de Zamora, comunidade autónoma de Castela e Leão, de área 30 km² com população de 198 habitantes (2007) e densidade populacional de 7,48 hab/km².

## Demografia
| Variação demográfica do município entre 1991 e 2004 | Variação demográfica do município entre 1991 e 2004 | Variação demográfica do município entre 1991 e 2004 | Variação demográfica do município entre 1991 e 2004 |
| --------------------------------------------------- | --------------------------------------------------- | --------------------------------------------------- | --------------------------------------------------- |
| 1991                                                | 1996                                                | 2001                                                | 2004                                                |
| 280                                                 | 245                                                 | 234                                                 | 221                                                 |